# Glyptorhaestus
Glyptorhaestus is een geslacht van insecten uit de orde vliesvleugeligen (Hymenoptera) en de familie Ichneumonidae.

## Soorten
- G. boschmai Teunissen, 1953
- G. japonicus Hinz, 1975
- G. koreator Hinz, 1975
- G. nigrifemur Hinz, 2000
- G. periclistor Hinz, 1975
- G. pumilus Hinz, 1975
- G. punctatus (Thomson, 1890)
- G. punctulatus (Woldstedt, 1877)
- G. selandrivorus (Giraud, 1872)
- G. tomostethi (Cushman, 1935)